# Mistrzostwa Świata w Kajakarstwie Górskim 1997
25. Mistrzostwa świata w kajakarstwie górskim odbyły się w dniach 24–28 września 1997 w brazylijskim Três Coroas. Zawodnicy rywalizowali ze sobą w ośmiu konkurencjach: czterech indywidualnych i czterech drużynowych.

## Końcowa klasyfikacja medalowa
| Miejsce | Państwo           | Złoto | Srebro | Brąz | Razem |
| ------- | ----------------- | ----- | ------ | ---- | ----- |
| 1       | Francja           | 3     | 3      | 0    | 6     |
| 2       | Niemcy            | 2     | 1      | 2    | 5     |
| 3       | Słowacja          | 2     | 0      | 0    | 2     |
| 4       | Wielka Brytania   | 1     | 0      | 3    | 4     |
| 5       | Czechy            | 0     | 3      | 1    | 4     |
| 6       | Stany Zjednoczone | 0     | 1      | 1    | 2     |
| 7       | Słowenia          | 0     | 0      | 1    | 1     |

## Medaliści
| Konkurencja:           | Złoto: | Srebro:                                                                                       | Brąz:                                                                                                |
| C-1 mężczyzn           | Michal Martikán                                                                                            | Lukáš Pollert                                                                                 | Gareth Marriott                                                                                      |
| C-1 drużynowo mężczyzn | Słowacja · Michal Martikán · Juraj Minčík · Juraj Ontko                                                    | Francja · Patrice Estanguet · Tony Estanguet · Yves Narduzzi                                  | Słowenia · Simon Hočevar · Gregor Terdič · Sebastjan Linke                                           |
| C-2 mężczyzn           | Francja · Frank Adisson · Wilfrid Forgues                                                                  | Niemcy · Michael Senft · André Ehrenberg                                                      | Czechy · Jiří Rohan · Miroslav Šimek                                                                 |
| C-2 drużynowo mężczyzn | Francja · Frank Adisson i Wilfrid Forgues · Emmanuel del Rey i Thierry Saidi · Eric Biau i Bertrand Daille | Czechy · Jiří Rohan i Miroslav Šimek · Petr Štercl i Pavel Štercl · Marek Jiras i Tomáš Máder | Niemcy · Michael Trummer i Manfred Berro · André Ehrenberg i Michael Senft · Kay Simon i Robby Simon |
| K-1 mężczyzn           | Thomas Becker                                                                                              | Scott Shipley                                                                                 | Paul Ratcliffe                                                                                       |
| K-1 drużynowo mężczyzn | Wielka Brytania · Paul Ratcliffe · Ian Raspin · Shaun Pearce                                               | Francja · Vincent Fondeviole · Jean-Michel Regnier · Ludovic Boulesteix                       | Niemcy · Thomas Becker · Jochen Lettmann · Holger Häffner                                            |
| K-1 kobiet             | Brigitte Guibal                                                                                            | Štěpánka Hilgertová                                                                           | Cathy Hearn                                                                                          |
| K-1 drużynowo kobiet   | Niemcy · Evi Huss · Kordula Striepecke · Mandy Planert                                                     | Francja · Anouk Loubie · Anne Boixel · Brigitte Guibal                                        | Wielka Brytania · Rachel Crosbee · Lynn Simpson · Heather Corrie                                     |